# Svarttjärnet (Gunnarskogs socken, Värmland, vid Stor-Treen)
Svarttjärnet är en sjö i Arvika kommun i Värmland och ingår i Göta älvs huvudavrinningsområde.